# Fussballclub Schaffhausen 2009-2010
Questa voce raccoglie le informazioni riguardanti il Fussballclub Schaffhausen nelle competizioni ufficiali della stagione 2009-2010.

## Stagione
Nella stagione 2009-2010 il Sciaffusa, allenato da René Weiler, concluse il campionato di Challenge League al 11º posto. In Coppa Svizzera il Sciaffusa fu eliminato al primo turno dal Tuggen.

## Rosa
| N. |                               | Ruolo | Calciatore        |
| -- | ----------------------------- | ----- | ----------------- |
| 1  | Macedonia del Nord (bandiera) | P     | Darko Tofiloski   |
| 4  | Svizzera (bandiera)           | D     | Raphael Mollet    |
| 6  | Tunisia (bandiera)            | C     | Stéphane Nater    |
| 7  | Germania (bandiera)           | C     | Thomas Weller     |
| 9  | Svizzera (bandiera)           | C     | Remo Staubli      |
| 10 | Svizzera (bandiera)           | C     | Allmir Ademi      |
| 13 | Svizzera (bandiera)           | C     | Thomas Stamm      |
| 14 | Svizzera (bandiera)           | D     | Andy Hauser       |
| 16 | Thailandia (bandiera)         | D     | Peter Läng        |
| 17 | Macedonia del Nord (bandiera) | A     | Habil Jonuzi      |
| 18 | Svizzera (bandiera)           | P     | Roman Bürki       |
| 19 | Svizzera (bandiera)           | C     | Gianluca Frontino |

| N. |                           | Ruolo | Calciatore         |
| -- | ------------------------- | ----- | ------------------ |
| 20 | Svizzera (bandiera)       | D     | Christian Schlauri |
| 21 | Romania (bandiera)        | C     | Alin Franyov       |
| 22 | Germania (bandiera)       | C     | Davide D'Acunto    |
| 23 | Rep. del Congo (bandiera) | D     | Igor Nganga        |
| 24 | Kosovo (bandiera)         | D     | Visar Berisha      |
| 24 | Germania (bandiera)       | C     | Tobias Müller      |
| 25 | Zimbabwe (bandiera)       | A     | Newton Ben Katanha |
| 26 | Germania (bandiera)       | D     | Robin Kasprick     |
| 27 | Croazia (bandiera)        | D     | Ivan Martić        |
| 28 | Portogallo (bandiera)     | A     | Bruno Valente      |
| 30 | Svizzera (bandiera)       | P     | Flamur Tahiraj     |
|    | Turchia (bandiera)        | A     | Önder Çengel       |

## Organigramma societario
Area tecnica
- Allenatore: René Weiler
- Allenatore in seconda: Manuel Klökler
- Preparatore dei portieri:
- Preparatori atletici:

## Calciomercato

### Sessione estiva
| Acquisti | Acquisti          | Acquisti      | Acquisti |
| R.       | Nome              | da            | Modalità |
| -------- | ----------------- | ------------- | -------- |
| A        | Bruno Valente     | Lugano        |          |
| C        | Florian Berisha   | Sion          |          |
| A        | Önder Çengel      | Karşıyaka     |          |
| C        | Gianluca Frontino | Lecce         |          |
| A        | Habil Jonuzi      | Winterthur II |          |
| A        | Ali Özcakmak      | Gossau        |          |
| C        | Remo Staubli      | Zurigo        |          |
| C        | Thomas Weller     | San Gallo     |          |

| Cessioni | Cessioni        | Cessioni        | Cessioni |
| R.       | Nome            | a               | Modalità |
| -------- | --------------- | --------------- | -------- |
| A        | Ali Özcakmak    | Le Mont         |          |
| D        | David Fall      | Preußen Münster |          |
| D        | Fabian Geiser   | Losanna         |          |
| D        | Goran Ivelj     | Winterthur      |          |
| C        | Daniel Pavlović | Kaiserslautern  |          |
| P        | Sébastien Roth  | Le Mont         |          |
| A        | Javier Santana  | Zurigo II       |          |
| A        | Enzo Todisco    | Gossau          |          |
| C        | Sandro Zuffi    | Rapperswil-Jona |          |

### Sessione invernale
| Acquisti | Acquisti    | Acquisti  | Acquisti |
| R.       | Nome        | da        | Modalità |
| -------- | ----------- | --------- | -------- |
| P        | Roman Bürki | Thun      |          |
| D        | Ivan Martić | San Gallo |          |

| Cessioni | Cessioni        | Cessioni | Cessioni |
| R.       | Nome            | a        | Modalità |
| -------- | --------------- | -------- | -------- |
| C        | Stefan Kohler   | Baden    |          |
| C        | Florian Berisha | Yverdon  |          |
| A        | Safet Etemi     | Vaduz    |          |

## Risultati

### Challenge League

#### andata
| Sciaffusa 27 luglio 2009, ore 20:10 CEST 1ª giornata | Sciaffusa | 0 – 0 referto | Winterthur | Stadion Breite (1 930 spett.)\| Arbitro: \| Jaccottet \| |
| Arbitro:                                             | Jaccottet |               |            |                                                          |

| Arbitro: | Bertolini |

|                                       |           |  |
| Fanger 13’ Thüring 49’ Piu 61’ (rig.) | Marcatori |  |

| Arbitro: | Amhof |

|                               |           |                       |
| Malgioglio 12’, 85’ Rocha 67’ | Marcatori | 34’ Katanha 36’ Stamm |

| Arbitro: | Wermelinger |

|                                      |           |                     |
| Katanha 23’ Berisha 29’ Schlauri 82’ | Marcatori | 7’ Blumer 84’ Matić |

| Arbitro: | Bieri |

|  |           |                                           |
|  | Marcatori | 30’, 68’ Silvio 37’, 53’ Silva 90’ Renfer |

| Arbitro: | Gremaud |

|                |           |           |
| Holenstein 30’ | Marcatori | 18’ Etemi |

| Arbitro: | Speranda |

|             |           |                |
| Valente 90’ | Marcatori | 11’ Proschwitz |

| Arbitro: | Carrell |

|              |           |  |
| Scarione 61’ | Marcatori |  |

| Arbitro: | Amhof |

|          |           |  |
| Tosi 14’ | Marcatori |  |

| Arbitro: | Hänni |

|                        |           |                     |
| Katanha 41’ Kohler 58’ | Marcatori | 70’ Tozé 76’ Tréand |

| Arbitro: | Graf |

|                         |           |                                                    |
| Idrizi 1’ Schirinzi 71’ | Marcatori | 20’ Läng 37’ Berisha 58’ (aut.) Mancino 61’ Jonuzi |

| Arbitro: | Speranda |

|                 |           |                      |
| Senger 45’, 85’ | Marcatori | 36’ Läng 62’ Katanha |

| Arbitro: | Jaccottet |

|            |           |           |
| Bühler 55’ | Marcatori | 34’ Ademi |

| Arbitro: | Amhof |

|                                    |           |                    |
| Staubli 31’ Nganga 50’ Berisha 76’ | Marcatori | 42’ Egli 73’ Moser |

| Arbitro: | Huwiler |

|                          |           |                              |
| Hysenaj 52’ Cavaglia 90’ | Marcatori | 9’ Nganga 53’ Läng 54’ Ademi |

#### ritorno
| Arbitro: | Circhetta |

|  |           |                           |
|  | Marcatori | 13’ Roduner 33’ Schirinzi |

| Arbitro: | Amhof |

|                                    |           |             |
| Valente 25’ Staubli 26’ Weller 82’ | Marcatori | 89’ Bouamri |

| Arbitro: | Kever |

|             |           |  |
| Staubli 67’ | Marcatori |  |

| Arbitro: | Jaccottet |

|                                              |           |  |
| Pizzinat 17’ Eudis 32’ Tréand 71’ Bastos 86’ | Marcatori |  |

| Arbitro: | Gremaud |

|                                               |           |                      |
| Silva 8’ Montandon 18’ Silvio 31’, 90’ (rig.) | Marcatori | 65’ Weller 88’ Ademi |

| Arbitro: | Klossner |

|                                     |           |            |
| Schlauri 33’ Staubli 45’ Martić 79’ | Marcatori | 54’ Berger |

| Arbitro: | Huwiler |

|                |           |                                           |
| Proschwitz 49’ | Marcatori | 41’ Berisha 85’ Martić 90’ (rig.) Valente |

| Arbitro: | Devouge |

|                       |           |              |
| Martić 42’ Weller 73’ | Marcatori | 54’ Scarione |

| Arbitro: | Gut |

|                                    |           |  |
| Weller 26’ Valente 29’ Staubli 84’ | Marcatori |  |

| Arbitro: | Klossner |

|                |           |             |
| Grossklaus 60’ | Marcatori | 54’ Staubli |

| Sciaffusa 18 aprile 2010, ore 14:30 CEST 26ª giornata | Sciaffusa | 0 – 0 referto | Yverdon | Stadion Breite (1 168 spett.)\| Arbitro: \| Winter \| |
| Arbitro:                                              | Winter    |               |         |                                                       |

| Bienne 24 aprile 2010, ore 18:00 CEST 27ª giornata | Bienne      | 0 – 0 referto | Sciaffusa | Gurzelen (564 spett.)\| Arbitro: \| Wermelinger \| |
| Arbitro:                                           | Wermelinger |               |           |                                                    |

| Arbitro: | Devouge |

|                                            |           |  |
| Antić 1’ Kuzmanovic 57’ Berisha 90’ (aut.) | Marcatori |  |

| Arbitro: | Carrell |

|             |           |                           |
| Valente 79’ | Marcatori | 16’ Tadić 64’ Deigendesch |

| Arbitro: | Kever |

|             |           |                      |
| Staubli 68’ | Marcatori | 1’, 7’, 82’ Besseyre |

### Coppa Svizzera
| 19 settembre 2009, ore 16:00 CEST Primo turno | Tuggen | 4 – 1 | Sciaffusa |  |

## Statistiche

### Statistiche di squadra
| Competizione     | Punti | In casa | In casa | In casa | In casa | In casa | In casa | In trasferta | In trasferta | In trasferta | In trasferta | In trasferta | In trasferta | Totale | Totale | Totale | Totale | Totale | Totale | DR  |
| Competizione     | Punti | G       | V       | N       | P       | Gf      | Gs      | G            | V            | N            | P            | Gf           | Gs           | G      | V      | N      | P      | Gf     | Gs     | DR  |
| ---------------- | ----- | ------- | ------- | ------- | ------- | ------- | ------- | ------------ | ------------ | ------------ | ------------ | ------------ | ------------ | ------ | ------ | ------ | ------ | ------ | ------ | --- |
| Challenge League | 39    | 15      | 7       | 4       | 4       | 23      | 22      | 15           | 3            | 5            | 7            | 19           | 29           | 30     | 10     | 9      | 11     | 42     | 51     | -9  |
| Coppa Svizzera   | -     | 0       | 0       | 0       | 0       | 0       | 0       | 1            | 0            | 0            | 1            | 1            | 4            | 1      | 0      | 0      | 1      | 1      | 4      | -3  |
| Totale           | 39    | 15      | 7       | 4       | 4       | 23      | 22      | 16           | 3            | 5            | 8            | 20           | 33           | 31     | 10     | 9      | 12     | 43     | 55     | -12 |

### Andamento in campionato
| Giornata  | 1 | 2  | 3  | 4  | 5  | 6  | 7  | 8  | 9  | 10 | 11 | 12 | 13 | 14 | 15 | 16 | 17 | 18 | 19 | 20 | 21 | 22 | 23 | 24 | 25 | 26 | 27 | 28 | 29 | 30 |
| --------- | - | -- | -- | -- | -- | -- | -- | -- | -- | -- | -- | -- | -- | -- | -- | -- | -- | -- | -- | -- | -- | -- | -- | -- | -- | -- | -- | -- | -- | -- |
| Luogo     | C | T  | T  | C  | C  | T  | C  | T  | T  | C  | T  | T  | T  | C  | T  | C  | C  | C  | T  | T  | C  | T  | C  | C  | T  | C  | T  | T  | C  | C  |
| Risultato | N | P  | P  | V  | P  | N  | N  | P  | P  | N  | V  | N  | N  | V  | V  | P  | V  | V  | P  | P  | V  | V  | V  | V  | N  | N  | N  | P  | P  | P  |
| Posizione | 7 | 13 | 15 | 13 | 14 | 13 | 14 | 14 | 14 | 14 | 13 | 13 | 12 | 12 | 11 | 11 | 10 | 8  | 11 | 12 | 11 | 9  | 6  | 4  | 5  | 6  | 6  | 8  | 10 | 11 |

Legenda:

Luogo: C = Casa; T = Trasferta. Risultato: V = Vittoria; N = Pareggio; P = Sconfitta.

### Statistiche dei giocatori
| A. Ademi     | 24 | 3 | 7 | 1 |
| F. Berisha   | 14 | 2 | 4 | 0 |
| V. Berisha   | 21 | 2 | 2 | 0 |
| R. Bürki     | 9  | 0 | 1 | 0 |
| D. D'Acunto  | 18 | 0 | 3 | 0 |
| S. Etemi     | 6  | 1 | 2 | 0 |
| A. Franyov   | 0  | 0 | 0 | 0 |
| G. Frontino  | 20 | 0 | 3 | 0 |
| A. Hauser    | 0  | 0 | 0 | 0 |
| H. Jonuzi    | 21 | 1 | 1 | 0 |
| R. Kasprick  | 0  | 0 | 0 | 0 |
| B. Katanha   | 19 | 4 | 1 | 0 |
| S. Kohler    | 8  | 1 | 0 | 0 |
| P. Läng      | 19 | 3 | 4 | 0 |
| I. Martić    | 15 | 3 | 2 | 0 |
| R. Mollet    | 20 | 0 | 1 | 1 |
| T. Müller    | 0  | 0 | 0 | 0 |
| I. Nganga    | 29 | 2 | 4 | 1 |
| S. Nater     | 26 | 0 | 3 | 1 |
| C. Schlauri  | 27 | 2 | 4 | 0 |
| T. Stamm     | 25 | 1 | 3 | 0 |
| R. Staubli   | 19 | 7 | 3 | 0 |
| F. Tahiraj   | 18 | 0 | 1 | 0 |
| D. Tofiloski | 3  | 0 | 0 | 0 |
| B. Valente   | 14 | 5 | 2 | 1 |
| T. Weller    | 26 | 4 | 4 | 0 |
| Ö. Çengel    | 7  | 0 | 1 | 0 |
| A. Özcakmak  | 3  | 0 | 0 | 0 |